# الجادة الأولى (منهاتن)
الجادة الأولى (بالإنجليزية: First Avenue)‏ هو طريق شمالي-جنوبي في الجهة الشرقية لمنهاتن في مدينة نيويورك، يجري من شارع هيوستن نحو الشمال حول حوالي 125 مربع سكني، قبل أن ينتهي في جادة جسر ويلز في نهر هارلم

## معرض صور

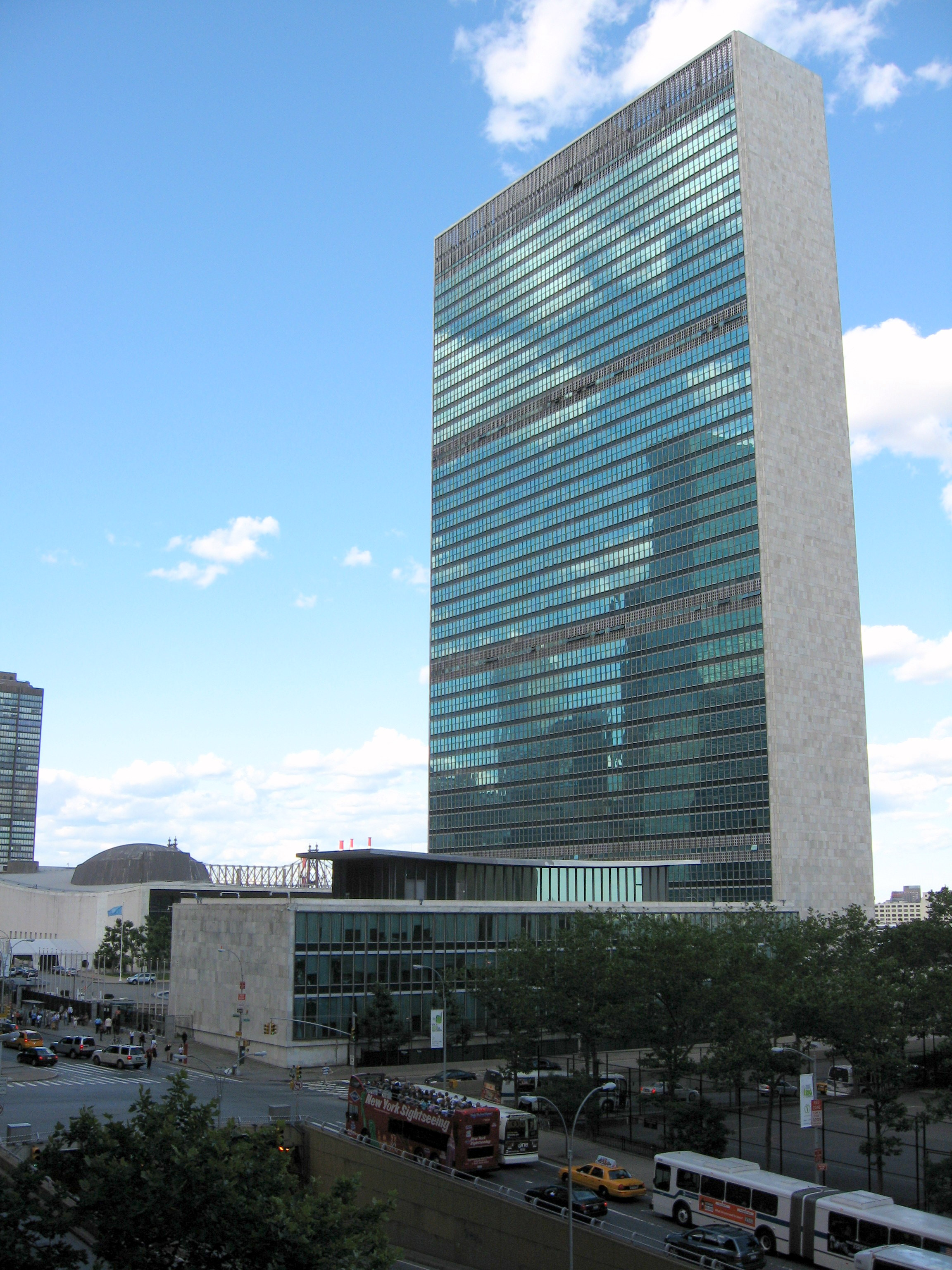
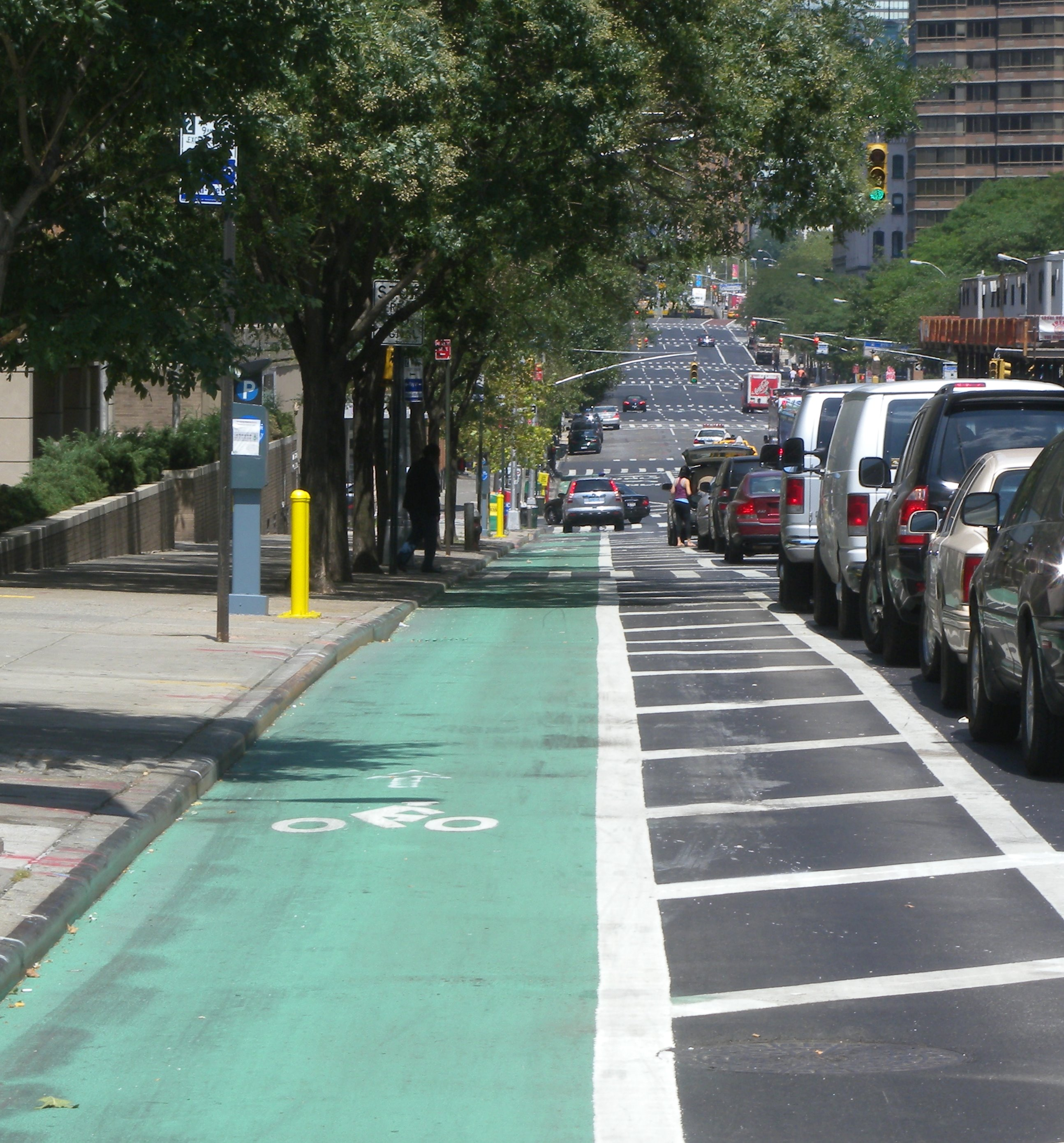
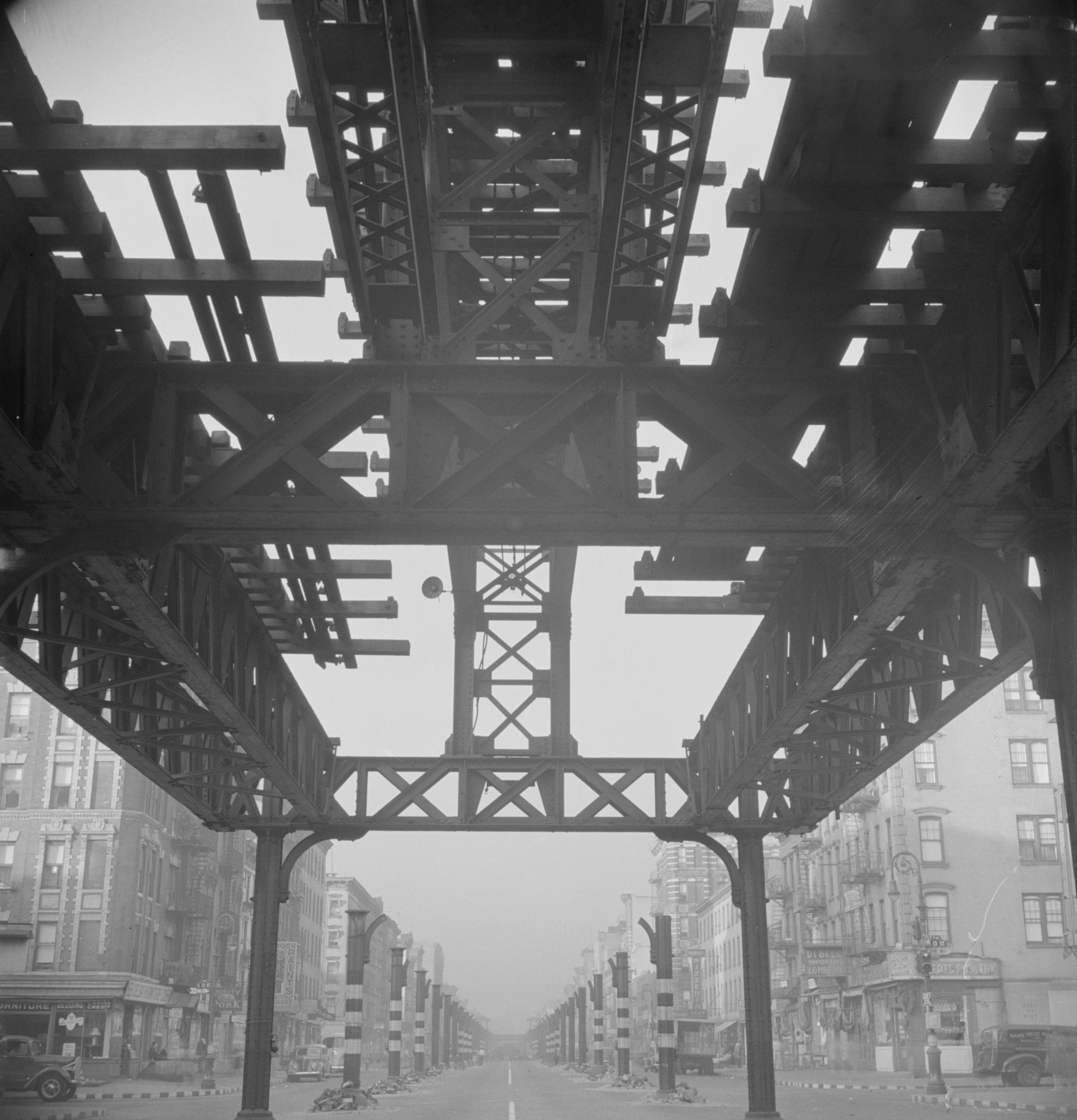